# Сволл-Медоус (Каліфорнія)
Сволл-Медоус (англ. Swall Meadows) — переписна місцевість (CDP) в США, в окрузі Моно штату Каліфорнія. Населення — 178 осіб (2020).

## Географія
Сволл-Медоус розташований за координатами 37°30′22″ пн. ш. 118°38′34″ зх. д. / 37.50611° пн. ш. 118.64278° зх. д. (37.506060, -118.642656).  За даними Бюро перепису населення США в 2010 році переписна місцевість мала площу 11,56 км², уся площа — суходіл.

## Демографія
Згідно з переписом 2010 року, у переписній місцевості мешкало 220 осіб у 98 домогосподарствах у складі 75 родин. Густота населення становила 19 осіб/км².  Було 128 помешкань (11/км²).
Расовий склад населення:
| - 91,4 % — білих - 2,3 % — азіатів - 1,4 % — корінних американців |

До двох чи більше рас належало 4,1 %. Частка іспаномовних становила 2,7 % від усіх жителів.
За віковим діапазоном населення розподілялося таким чином: 16,4 % — особи молодші 18 років, 64,5 % — особи у віці 18—64 років, 19,1 % — особи у віці 65 років та старші. Медіана віку мешканця становила 53,8 року. На 100 осіб жіночої статі у переписній місцевості припадало 89,7 чоловіків;  на 100 жінок у віці від 18 років та старших — 100,0 чоловіків також старших 18 років.
Середній дохід на одне домашнє господарство  становив 93 570 доларів США (медіана — 97 578), а середній дохід на одну сім'ю — 96 893 долари (медіана — 97 946). За межею бідності перебувало 2,1 % осіб, у тому числі 0,0 % дітей у віці до 18 років та 0,0 % осіб у віці 65 років та старших.
Цивільне працевлаштоване населення становило 117 осіб. Основні галузі зайнятості: освіта, охорона здоров'я та соціальна допомога — 40,2 %, сільське господарство, лісництво, риболовля — 12,0 %, фінанси, страхування та нерухомість — 9,4 %, будівництво — 8,5 %.